# Bomba burząca 100 kg PuW
Bomba burząca 100 kg PuW – niemiecka bomba burząca wagomiaru 100 kg przeznaczona do zwalczania umocnień polowych oraz nieumocnionych budowli na zapleczu frontu. Około 1000 sztuk tych bomb zdobyto na opanowanym w czasie powstania wielkopolskiego poznańskim lotnisku Ławica i były następnie używane przez polskie Lotnictwo Wojskowe.
Bomba burząca 100 kg PuW miała kroplowy korpus zakończony statecznikiem. Korpus składał się z kilku części połączonych nitami. Do korpusu przymocowany był pierścień z uszkiem umożliwiający podwieszenie bomby. Bomba elaborowana była mieszaniną dinitrotoluenu z dinitronaftalenem i  trinitronaftalenem. Bomba była uzbrajana zapalnikiem głowicowym i dennym. Zapalnik był zabezpieczony wyjmowaną przed lotem zawleczką. Uzbrojenie zapalników po zrzucie następowało pod wpływem siły odśrodkowej wirującej wokół osi podłużnej bomby (ruch wirowy osiągnięto dzięki odpowiedniemu kształtowi brzechw). Zamiast zapalnika głowicowego o działaniu natychmiastowym możliwe było zastosowanie tzw. zapalnika minowego działającego z 60 s zwłoką.